# Ронкаль-Саласар
Ронкаль-Саласар (исп. Roncal-Salazar) — историческая область и район (комарка) в Испании, находится в провинции Наварра. Занимает восточную часть провинции и является её самым высокогорным районом. К нему относятся долины Ронкал и Саласар. На севере район граничит с Францией, на востоке — с провинцией Уэска, на юге — с провинцией Сарагоса, на западе — с районами Ауньяменди и Лумбьер. Общая численность населения в 2014 году — 3143 жителя.

## Муниципалитеты
В комарку входит 18 муниципалитетов, в том числе:
1. Гальуэс
2. Гуэса
3. Исальсу
4. Кастильонуэво
5. Наваскуэс
6. Оронс
7. Саррьес
8. Хауррьета
9. Эскарос
10. Эспарса-де-Саласар